# 沙奎那韦
沙奎那韦（Saquinavir, SQV），商品名Invirase和Fortovase，為一種抗反轉錄病毒藥物，可與其他藥物合併治療愛滋病。通常會與ritonavir或快利佳合併使用，該藥屬於口服藥物。
常見副作用包括噁心、嘔吐、腹瀉，以及疲憊。嚴重副作用則包含長QT症、心阻斷、高脂血症，以及肝臟問題。妊娠期間用藥目前顯示安全。本藥物屬於蛋白酶抑制劑，可抑制HIV蛋白酶的作用。
沙奎那維於1995年首次上市，並列名於世界卫生组织基本药物标准清单之中，為基礎公衛體系必備藥物之一。 本品迄今仍非學名藥，因此價格相當昂貴。 一日劑量的批發價約為4.50美金左右。

## 外部連結
- Saquinavir bound to proteins （页面存档备份，存于） in the PDB